# توپ آتش (فیلم)
توپ آتش (به هندی: Aag Ka Gola) فیلمی است محصول سال ۱۹۸۹ و به کارگردانی دیوید دهاوان است. در این فیلم بازیگرانی همچون سانی دئول، دیمپل کاپادیا، شاکتی کاپور، پریم چوپرا، آرچانا پوران سینگ، راضا مراد، آنجانا ممتاز، شارات ساکسنا ایفای نقش کرده‌اند.

## خلاصه داستان
شانکر در دوران کودکی بخاطر سرقتی که انجام نداده به زندان رفته و مادرش را از دست می‌دهد. او وارد گروه تبهکاری به نام راجا بابو می‌شود و دست به اعمال خلاف می‌زند. در جریان یک کودک ربایی مادر کودک جان باخته و شانکر با به یاد آوردن مادرش تصمیم به توبه گرفته و به زندان می‌رود. پس از آزادی تصمیم می‌گیرد در یک تعمیرگاه به عنوان مکانیک زندگی جدیدی را آغاز کند. او با آرتی آشنا شده و با او ازدواج می‌کند. راجا بابو تمام تلاشش را می‌کند تا شانکر را دوباره به گروه بازگرداند. شانکر بخاطر مصیبتهایش تصمیم می‌گیرد با همکاری بازرس پاپات لال گروه راجا بابو را منهدم سازد. شانکر موفق شده و درنهایت کشته می‌شود. سالها بعد پسرش ویکرام که افسر پلیس شده در حضور مادرش آرتی و بازرس پاپات لال نشان افتخار دریافت می‌کند.